# تایفور هاووتچو
تایفور هاووتچو (انگلیسی: Tayfur Havutçu؛ زادهٔ ۲۳ آوریل ۱۹۷۰) یک بازیکن فوتبال بازنشسته و سرمربی کنونی اهل ترکیه است.
وی همچنین در تیم ملی فوتبال ترکیه بازی کرده و برای این در جام جهانی ۲۰۰۲ به میدان رفته است.